# HD 224112
HD 224112，又名CD-3217724，SAO 214861、HR 9050，是一颗恒星，视星等为6.83，位于銀經8.29，銀緯-76.9，其B1900.0坐标为赤經23h 50m 6.4s，赤緯-32° -76.9′ 27″。